# Lissonota peckorum
Lissonota peckorum là một loài tò vò trong họ Ichneumonidae.